# Цуканов Віктор Михайлович
Віктор Михайлович Цуканов (нар. 4 лютого 2006, Кіровоград, Кіровоградська область, Україна) — український футболіст, півзахисник донецького «Шахтаря». Бронзовий призер юнацького чемпіонату Європи 2024 у складі збірної України U-19.

## Клубна кар'єра
Почав займатися футболом в академіях свого рідного міста, Кропивницького, де спершу був у «Лідері», а потім перейшов у «Зірку». У 2019 році перейшов в акадамію донецького «Шахтаря». У лютому 2024 року підписав з донецьким клубом повноцінний контракт на п'ять років. 3 березня, у матчі чемпіонату України проти «Кривбасу» (5:2) відбувся дебют футболіста за першу команду та у професійному футболі.

## Кар'єра в збірній України
У складі юнацької збірної України U-19 дебютував у березні 2024 року під керівництвом тренера Дмитра Михайленка, який викликав гравця на матчі елітного раунду кваліфікації на чемпіонат Європи.

## Досягнення
Юнацька збірна України (U-19):
 Бронзовий призер юнацького чемпіонату Європи: 2024
 «Шахтар»:
 Чемпіон України: 2023/24
 Володар Кубка України: 2023/24, 2024/25